# M1dy
m1dy is het pseudoniem van de Japanse dj Yosei Watanabe. Zijn oorspronkelijke artiestennaam (MIDI) is afgeleid van het gelijkmatige muziekformat MIDI. De naam werd later gewijzigd in m1dy.
Yosei wordt vaak geassocieerd met een andere, bekendere Japanse dj: DJ Sharpnel: zijn tweede album is getiteld Sharpnel sounds. M1dy geeft zijn albums uit via zijn eigen labels PORK en Nihonkokumin.

## Discografie
| Titel                              | Label                   | Verschijningsdatum |
| ---------------------------------- | ----------------------- | ------------------ |
| Speedcore Dandy                    | Sharpnel Sound          | Augustus 2002      |
| Voynich Tracks                     | Nihonkokumin            | 2003               |
| In Bass We Trust                   | Nihonkokumin            | 18 juni 2003       |
| Speedcore Dandy XXX                | Intik.rec               | 11 november, 2003  |
| 音圧愚連隊 ～暴走歌謡大全集～      | Sharpnel Sound          | 2004               |
| 覚醒機 Is Back!!!                  | PORK                    | 19 maart 2004      |
| FREEDOM                            | PORK                    | 2004               |
| Japanese Mathafacka                | PORK                    | 14 augustus 2005   |
| Pest Vol. 1: m1dy Best Of Rob Trax | PORK                    | 2005               |
| Pest Vol. 2: m1dy Best Of Rob Trax | PORK                    | 2005               |
| Pestfinal - The Rare Trax          | PORK                    | 2006               |
| Perfect Mathafacka                 | Maddest Chick'ndom PORK | 10 september 2007  |
| World Flasher Corps                | Maddest Chick'ndom PORK | 2 maart 2008       |
| No Soup For You                    | Maddest Chick'ndom PORK | 3 augustus 2008    |
| Lecter in the sky with diamorphine | Maddest Chick'ndom      | 29 mei 2010        |
| The Midi Anarchist                 | Maddest Chick'ndom      | 11 augustus 2012   |
| Never Mind the m1dicks             | Maddest Chick'ndom      | 7 mei 2016         |